# Oedohysterium pulchrum
Oedohysterium pulchrum är en svampart som först beskrevs av Checa, Shoemaker & Umaña, och fick sitt nu gällande namn av E. Boehm & C.L. Schoch 2009. Oedohysterium pulchrum ingår i släktet Oedohysterium och familjen Hysteriaceae.   Inga underarter finns listade i Catalogue of Life.